# Saint-Maur-des-Bois
Saint-Maur-des-Bois là một xã thuộc tỉnh Manche trong vùng Normandie tây bắc nước Pháp. Xã này nằm ở khu vực có độ cao trung bình 170 mét trên mực nước biển.